# День Святой Троицы (римский обряд)
День Святой Троицы, также Троица в римском обряде — отдельный от Пятидесятницы праздник, отмечаемый на следующее за ним воскресенье. Известен с XIV века. Праздник посвящён прославлению Святой Троицы. Литургические чтения и проповеди этого дня раскрывают христианское учение о троичности Бога (тогда как Пятидесятница посвящена исключительно событию сошествия Святого Духа на апостолов).
Литургический цвет — белый (на Пятидесятницу — красный). Интроит — Ис. 6:3. Евангельское чтение — Мф. 28:18—20.

## История
В раннем христианстве не существовало специального служения или дня, посвящённого Святой Троице. Однако с распространением ереси арианства, отцы Церкви разработали служение с псалмами, ответами, префацией и гимнами, которое читалось по воскресеньям. В литургической книге Григория Великого Sacramentarium содержатся молитвы и префация Святой Троицы. В Средневековье, особенно во времена Каролингов, почитание Святой Троицы стало важной частью частной девоции и вдохновило создание нескольких литургических выражений.
В Micrologies, написанных во время понтификата папы Григория VII, не упоминается специального служения на воскресенье после Пятидесятницы, но говорится, что в некоторых местах они читали служение Святой Троицы, составленное епископом Стефаном из Льежа (903–920). В некоторых случаях это служение совершалось в воскресенье перед Адвентом. Папа Александр II (1061–1073) отказал в петиции о создании особого праздника, ссылаясь на то, что в Римской церкви уже ежедневно чтится славословие Отцу, однако он не запретил празднование там, где оно уже существовало. Новое служение было создано францисканским священником Джоном Пекхемом, каноником Лиона, позднее архиепископом Кентерберийским (ум. 1292).
Папа Иоанн XXII (1316–1334) установил этот праздник на первое воскресенье после Пятидесятницы для всей Римской церкви и придал ему ранг «дуплум второго класса». 24 июля 1911 года, папой Пием X (Acta Ap. Sedis, III, 351), праздник был повышен до ранга первого класса. Поскольку учение о Троице было проповедано миру после первого Пятидесятницы, этот праздник естественно следует за Пятидесятницей.

## Даты праздника Святой Троицы в римском обряде
- 2011: 19 июня
- 2012: 3 июня
- 2013: 26 мая
- 2014: 15 июня
- 2015: 31 мая
- 2016: 22 мая
- 2017: 11 июня
- 2018: 27 мая
- 2019: 16 июня
- 2020: 7 июня
- 2021: 23 мая
- 2022: 12 июня
- 2023: 4 июня

## Западное христианство
Троицкое воскресенье отмечается во всех западных литургических церквях: латино-католической, Англиканской, Лютеранской, Пресвитерианской, Объединенной Церкви Христа и Методистской.

## Восточное христианство
В Восточно-православных и Восточно-католических церквях воскресенье Пятидесятницы называется Троицким Воскресеньем (воскресенье после Пятидесятницы). Понедельник после Пятидесятницы называется Днём Святого Духа, а следующий день называется Третьим днём Троицы (День воды). Хотя литургические цвета в Восточной практике не такие жёстко фиксированные (обычно просто есть «праздничные» и «траурные» или постные цвета), в некоторых церквях зелёный цвет используется на Пятидесятницу и во время её последующего празднества. В традиции Православной церкви в следующее за Пятидесятницей воскресенье празднуют Неделю всех святых.